# Marshall Applewhite
Marshall Herff Applewhite Jr. (Spur, 17 maggio 1931 – Rancho Santa Fe, 26 marzo 1997) è stato un religioso statunitense, noto per essere stato leader e cofondatore, insieme a Bonnie Nettles, della setta ufologica Heaven's Gate.

## Biografia

### Primi anni
Marshall Applewhite nacque a Spur, in Texas, il 17 maggio 1931 da Marshall Applewhite Sr., un pastore presbiteriano, e Louise Winfield. Da piccolo ricevette una rigida educazione da parte del padre, che lo voleva indirizzare verso la religione. Negli anni della sua adolescenza frequentò la Corpus Christi High School e la Austin College; in quest'ultima in particolare fu attivo in diverse organizzazioni studentesche. Nel 1952 si laureò in filosofia, dopodiché si iscrisse alla Union Presbyterian Seminary, un seminario a sfondo teologico. In quel periodo conobbe e sposò Anne Pearce, da cui ebbe due figli. Poco tempo dopo decise di lasciare il seminario per dedicarsi all'insegnamento musicale, diventando direttore del coro di una chiesa presbiteriana della Carolina del Nord. Nel 1954 si arruolò nell'esercito statunitense e prestò servizio in Austria e nel Nuovo Messico come membro dei corpi di comunicazione. Lasciò l'esercito due anni dopo e si iscrisse all'Università del Colorado, dove conseguì un master in musica.
In seguito si trasferì a New York nel tentativo infruttuoso di lanciarsi come cantante al termine della sua formazione istruttiva nel Colorado. Dopo aver insegnato per un breve periodo all'Università dell'Alabama, da cui venne cacciato dopo essere stato accusato di abusi sessuali ai danni di uno studente (motivo per il quale la moglie divorziò dopo essere venuta a conoscenza della vicenda), si trasferì a Houston nel 1965 per insegnare alla University of St. Thomas. Si ritirò in seguito dall'università a seguito di problemi che riguardavano un presunto malessere emotivo, anche se alcuni sociologi ipotizzarono che il motivo di tale decisione potesse centrare con un'altra relazione che Applewhite ebbe con uno studente dell'istituto. Nel 1971 si trasferì per un breve periodo nel Nuovo Messico, dove gestì una salumeria. Dopo la morte del padre, avvenuta in quello stesso anno, Applewhite subì un forte impatto emotivo e cadde in depressione.

### L'incontro con Bonnie Nettles
Nel 1972 incontrò Bonnie Nettles, un'infermiera che nutriva un particolare interesse per la teosofia e la profezia biblica. I due divennero presto amici intimi, tanto da avere come la sensazione di averla già conosciuta in una vita passata. Bonnie dichiarò addirittura che il loro incontro era stato predetto dagli extraterrestri. A quel punto, Applewhite iniziò a studiare alternative alla tradizionale dottrina cristiana, inclusa l'astrologia. I due iniziarono presto a vivere insieme. Benché coabitassero, la loro non era una relazione sessuale, soddisfacendo però il suo desiderio di avere una relazione profonda e amorevole ma platonica. Bonnie era sposata, ma dopo aver iniziato a frequentare Applewhite divorziò dal marito, lasciandogli in custodia i figli. Anche Applewhite interruppe i contatti con la propria famiglia. Dopo un po' di tempo i due aprirono una libreria, dove vendevano libri per lo più a sfondo spirituale.

### Il breve periodo in carcere e la fondazione di Heaven's Gate
Nel 1975 venne arrestato per non aver restituito un'auto che aveva noleggiato e condannato a sei mesi di carcere. Una volta tornato in libertà, fondò insieme a Bonnie Nettles un movimento religioso-ufologico dal nome Heaven's Gate. All'interno di questo movimento Applewhite dichiarò più volte che lui e tutti i membri che entrarono a farne parte sarebbero stati presto visitati da un gruppo di extraterrestri che avrebbero fornito loro dei nuovi corpi in cui vivere. Negli anni '80 il movimento arrivò a contare 80 membri.
Nel 1985 Nettles morì di cancro all'età di 57 anni ed Applewhite assunse il pieno controllo della setta.

### La morte
Nell'ottobre del 1996 i membri della setta affittarono una villa a Rancho Santa Fe, dove Applewhite li convinse che il momento in cui gli alieni sarebbero atterrati per prelevarli ed elevarli ad un nuovo livello spirituale era ormai vicino. Disse anche che tale arrivo sarebbe coinciso con il passaggio della cometa Hale-Bopp, dietro la quale, sempre a detta di Applewhite, si trovava l'astronave che avrebbe prelevato letteralmente le loro anime. Applewhite arrivò dunque alla conclusione che l'unico modo per raggiungere spiritualmente questi esseri fosse quello di commettere suicidio. Così accadde.
Infatti, il 22 marzo 1997, Applewhite e tutti gli altri membri della setta ingerirono un cocktail composto da un mix di barbiturici e alcol che li portò alla morte il 26 marzo successivo. Appena la polizia arrivò sul posto, trovò i cadaveri dei 39 membri della setta sdraiati su dei letti, con indosso degli indumenti neri con delle toppe che recitavano la frase Heaven's Gate Away Team, delle scarpe Nike e dei sacchetti neri in testa. Il fatto ebbe un vero e proprio impatto mediatico ed è descritto ancora oggi come uno dei più grandi suicidi di massa della storia, dietro soltanto al massacro di Jonestown, avvenuto nel 1978.